# Джо Пас
Джо Пас (на английски: Joe Pass) е американски джаз китарист от сицилиански произход. Рожденото му име е Джоузеф Ентъни Джакоуби Пасалакуа.
Счита се от мнозина, че е сред най-великите джаз китаристи на 20 век. Неговите уокинг бейслайнове (в превод: 'вървящи бас-линии'), мелодичният контрапункт по време на импровизация, използването на акордово-мелодичния начин на свирене и изключителните му познания по акордовите инверсии и прогресии разгръщат нови възможности за джаз китарата и оказват невероятно влияние върху бъдещите китаристи.

## Биография
Роден е в Ню Брунсуик, щата Ню Джърси. Баща му Мариано Пасалакуа, сицилиански работник от стоманената промишленост, го отглежда в Джонстаун, Пенсилвания. Първата китара младият Джо получава за 9-ия си рожден ден. Тя е модел на Хармъни и струва 17 долара. Бащата на Джо осъзнава, че у сина му „стават някакви неща“, и той го подтиква да експериментира с малки песни, използвайки единствено слуха си. Джо изсвирва песни, които не са написани конкретно за инструмента, прави опити с музикалните гами, и „не оставя никакви празноти“, т.е. да запълва звуковото пространство, което нотите оставят в мелодията.
Когато е едва на 14, той започва да получава ангажименти, и свири с групите на Тони Пастър и Чарли Барнет, където изостря китарните си умения и се учи на музикален бизнес. Той започва да свири с малки джаз групи, и в крайна сметка се преселва от Пенсилвания в Ню Йорк. След няколко години, той се пристрастява към хероина и през голяма част от 50-те години лежи в затвора. Пас съумява да се откъсне от наркотичната зависимост, като прекарва 2,5 години в рехабилитационната програма в Синанон. През това време „той не свири много често“. През 1962 г. записва Sounds of Synanon. Горе-долу по това време Пас получава отличителната китара на Гибсън, модел ЕС-175, която той по-нататък използва на турнета и записи.